# Franziska Weisz

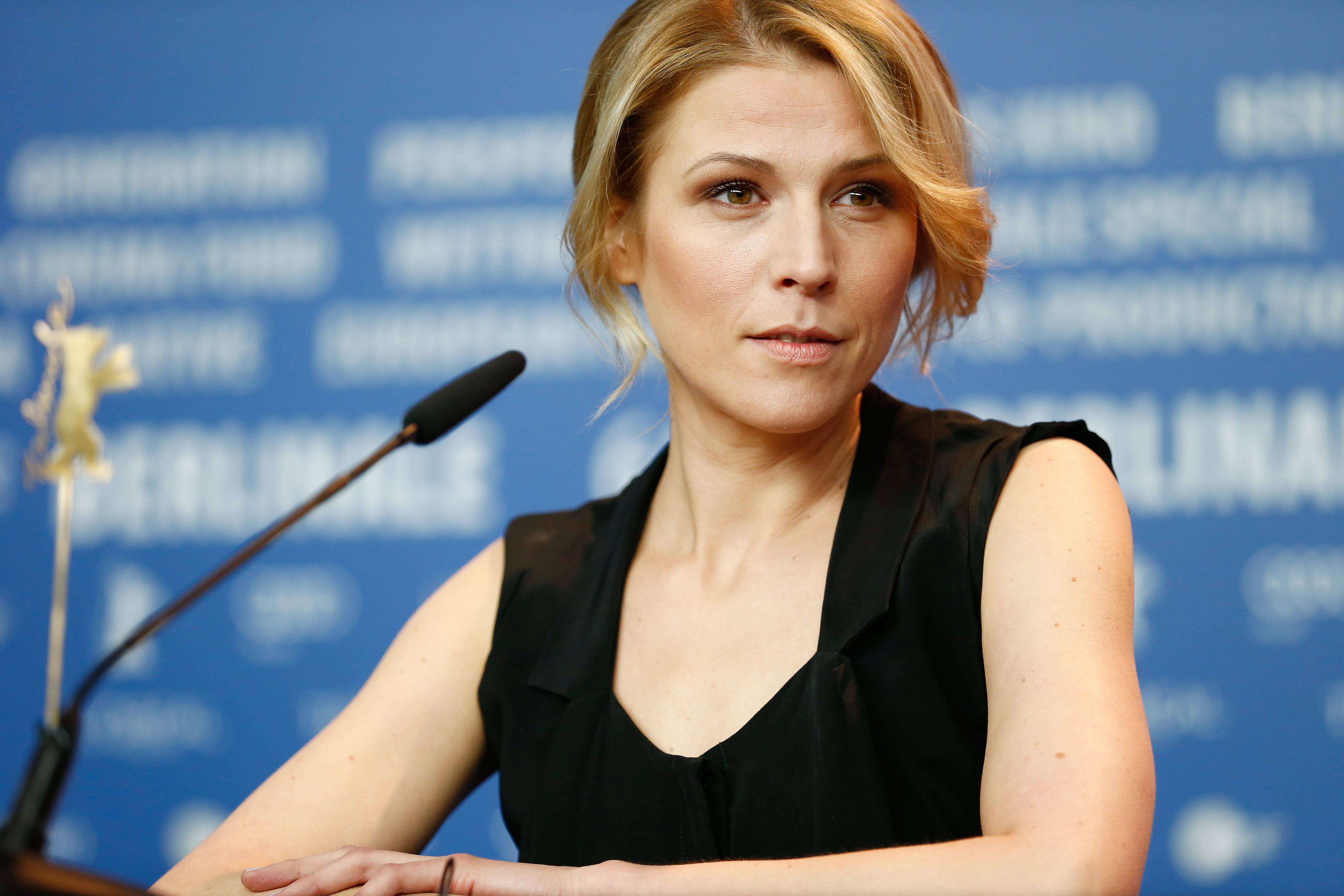
Franziska Weisz en una rueda de prensa durante la 64.ª edición del Festival Internacional de Cine de Berlínel 9 de febrero de 2014, en el Hotel Grand Hyatt, Berlín, Alemania.

Franziska Weisz (4 de mayo de 1980, Viena) es una actriz austríaca. 

## Biografía
Franziska Weisz nació y se crio en Viena. Aunque su apellido aparece a veces como Weiss o Weiß, es la forma austríaca Weisz la correcta. 
Fue descubierta como actriz de un modo casual por el director Ulrich Seidl para su película Hundstage, en la que interpretaba el papel de Klaudia. Después del rodaje se trasladó a Londres para estudiar Relaciones Internacionales y Medios de Comunicación. Primero en la Universidad De Montfort en Leicester y después en el King's College de Londres donde realizó un Máster en Desarrollo y Medio ambiente.
Mientras estudiaba participó en varias películas y producciones para la televisión y hoy está centrada fundamentalmente en su carrera como actriz. 
En 2008 fue la primera actriz austríaca en recibir el Premio Franz Hofer Film Preis en el Festival de cine de Saarbrücken.
En el año 2010 interpretó el papel de Erika en la película Der Räuber  del director Benjamin Heisenberg. Película con la que participó en la Berlinale de 2010.

## Filmografía y actuación
Cine
- 2001: Hundstage – Dirección: Ulrich Seidl
- 2001: Die Klavierspielerin – Dirección: Michael Haneke
- 2004: C(r)ook (Basta – Rotwein oder Totsein) –  Dirección: Pepe Danquart
- 2004: Hotel – Dirección: Jessica Hausner
- 2005: zB Praterstern – Dirección: Marvin Kren
- 2006: Diebe – Dirección: Thomas Christian Eichtinger
- 2006: Abgenabelt (Cortometraje) – Dirección: Stefan Wolner
- 2006: Rendez-Vous (Cortometraje) – Dirección: Leo Bauer
- 2006: Astronauten (Cortometraje) – Dirección: Judith Zdesar
- 2007: Viertelsommer (Cortometraje) – Dirección: Florian Knittel
- 2007: Triangle (Cortometraje) – Dirección: Stefan Wolner
- 2007: Das Vaterspiel – Dirección: Michael Glawogger
- 2007: Der Lotse – Dirección: Nicolai Rohde
- 2007: Ein halbes Leben – Dirección: Nikolaus Leytner
- 2008: Der erste Tag – Dirección: Andreas Prochaska
- 2008: In 3 Tagen bist du tot 2 – Dirección: Andreas Prochaska
- 2009: Distanz – Dirección: Thomas Sieben
- 2009: Renn, wenn Du kannst – Dirección: Dietrich Brüggemann
- 2009: Habermann – Dirección: Juraj Herz
- 2010: Der Räuber – Dirección: Benjamin Heisenberg
- 2011: Tage die bleiben – Dirección: Pia Strietmann

Televisión
- 2002: Julia – Eine ungewöhnliche  Frau (Serie) – Dirección: Holger Barthel
- 2002: In Liebe vereint – Dirección: Holger Barthel
- 2003: Tatort – Episodio: Der Wächter der Quelle – Dirección: Holger Barthel
- 2004: Vier Frauen und ein Todesfall (Serie) – Dirección: Andreas Prochaska
- 2004: Mein Mörder – Dirección: Elisabeth Scharang
- 2005: SOKO Kitzbühel – Episodio: Das andere Gesicht – Dirección: Marcus O. Rosenmüller
- 2006: Mutig in die neuen Zeiten (Miniserie) – Episodios: Nur keine Wellen, Alles anders – Dirección: Harald Sicheritz
- 2006: SOKO Donau/SOKO Wien (Serie) – Episodio: Blind vor Liebe – Dirección: Michael Bielawa
- 2006: Die Geschworene – Dirección: Nikolaus Leytner
- 2007: GSG 9 – Ihr Einsatz ist ihr Leben (Serie) – Episodio: Paradies – Dirección: Hans-Günther Bücking
- 2008: Puccini – Dirección: Giorgio Capitani
- 2011: Restrisiko – Dirección: Urs Egger
- 2011: Schandmal – Dirección: Thomas Berger
- 2011: Niemand ist eine Insel – Dirección: Carlo Rola

Teatro
- 2005 Tartufo de Molière – Dirección Michael Sturminger (Festival de verano de Perchtoldsdorf)

## Premios
- 2004: Undine Award en la categoría Mejor actriz joven en una serie televisiva por In Liebe vereint
- 2005: Romy – nominada en la categoría Beliebtester weiblicher Shootingstar
- 2005: Berlinale – Deutscher Shooting Star del cine europeo
- 2005: Undine Award – nominada en la categoría  Mejor actriz joven por Hotel
- 2008: Franz-Hofer-Preis del Fertival de Cine de Saarbrücken
- 2010: Diagonale - Premio de interpretación por tu interpretación en la película Der Räuber